# Lîsîce, Slavuta
Lîsîce (în ucraineană Лисиче) este localitatea de reședință a comunei Lîsîce din raionul Slavuta, regiunea Hmelnîțkîi, Ucraina.

## Demografie
Componența lingvistică a localității Lîsîce
     Ucraineană (97,86%)
     Rusă (1,96%)
     Alte limbi (0,18%)
Conform recensământului din 2001, majoritatea populației localității Lîsîce era vorbitoare de ucraineană (97,86%), existând în minoritate și vorbitori de rusă (1,96%).